# Foxhound americano
Il foxhound americano, noto anche con il nome anglofono di american foxhound, è una razza canina sviluppata negli Stati Uniti per la caccia alla volpe, a partire dal suo stretto cugino e antenato, l'English Foxhound.

## Origini

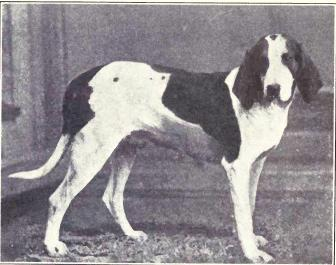
Un american foxhound fotografato nel 1915.

Quando gli inglesi colonizzarono il Nordamerica, portarono con loro sia le volpi, sia i cani che davano loro la caccia. Nello specifico, due razze di cane da volpe contribuirono maggiormente alla creazione del foxhound americano: il foxhound inglese e il Talbot, un'antica razza di segugio inglese, oggi estinto, da cui in realtà derivano tutte e cinque le razze di cani da volpe oggi esistenti (oltre ai due foxhound, anche l'harrier, il beagle e il beagle-harrier). Le due razze furono incrociate svariate volte, fino ad ottenere l'american foxhound. In verità la storia è molto più complessa, e almeno per quanto riguarda i primordi, non esistono fonti del tutto certe al riguardo. Ad esempio, si suppone che fu immesso sangue di greyhound (levriero inglese a pelo raso), onde rendere il cane più scattante e dinamico.
Fin da subito, il foxhound americano godette del favore dei cittadini americani, che lo elevarono a cane simbolo della nazione. La grande abilità e duttilità del foxhound venne utilizzata anche nella creazione di altre razze, tra cui il Black and Tan Virginia Foxhound (nato dall'incrocio tra cani dei nativi, Talbot e foxhound), che diede poi origine al primo dei coonhounds, il black and tan coonhound, altro iconico cane da caccia statunitense.
Inoltre uno dei primi e più importanti cultori della razza fu il primo presidente degli Stati Uniti, George Washington: nel 1785 ricevette in dono dall'allora generale francese Gilbert du Motier de La Fayette due Gascon saintongeois, che incrociò con i foxhound al fine di migliorarne le prestazioni venatorie. Venne aggiunto nel 1830 sangue di setter irlandese per renderlo più prestante e possente, e come ultimo fu utilizzato anche l'Hannoverscher Schweisshund, per potenziarne l'olfatto. L'American Kennel Club lo riconobbe come razza ufficiale nel 1886.

## Caratteristiche fisiche

### Aspetto generale

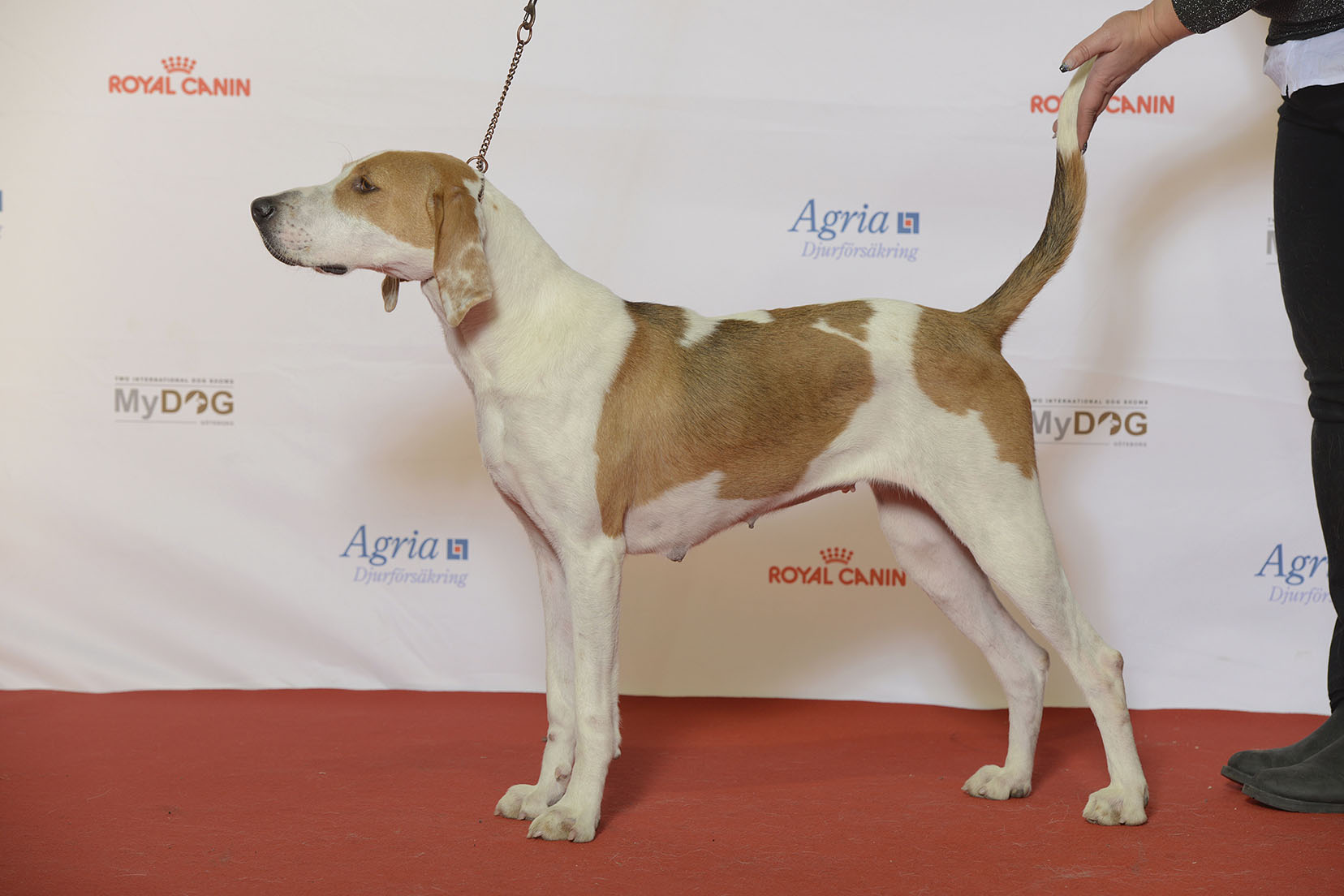
Un foxhound americano femmina ad un'esposizione canina.

È un cane di media taglia, di tipologia braccoide, simile in dimensioni al foxhound inglese, sebbene rispetto a questo abbia un aspetto più snello, allungato e alto. Dolicomorfo e mesocefalo. La testa è piuttosto lunga e il cranio piuttosto largo. Le orecchie sono inserite moderatamente basse, mentre gli occhi sono grandi. Il torace non deve essere troppo largo, ma profondo. Il pelo è chiuso e duro, di varia colorazione. L'aspetto è quello tipico di un segugio di taglia medio-grande. L'espressione denota intelligenza e vivacità.

### Descrizione fisica
Il torace deve essere ampio per offrire uno spazio sufficiente ai polmoni, più stretto rispetto alla profondità che nel foxhound inglese. Le costole sono ben evidenti; le false costole sono stirate verso il posteriore. La giusta elasticità è data dai fianchi, la cui larghezza è di circa 8 cm. Il dorso è di lunghezza moderata, muscoloso e forte; il rene è largo e leggermente arcuato. La testa è abbastanza lunga, con l'occipite leggermente bombato e il cranio largo e sviluppato. Il muso è di buona lunghezza, dritto e quadrato, con stop moderato. Il tartufo deve essere proporzionato con le con le dimensioni della testa, mentre la dentatura, completa, corretta e potente, si chiude a forbice. Il collo è libero e ben attaccato alle spalle, forte senza sembrare tozzo, di lunghezza media e senza pliche, tranne una sottile plica di commessura labiale in alcuni esemplari. Le orecchie sono attaccate leggermente in basso e sono lunghe, se estese orizzontalmente raggiungono il tartufo. Sono di struttura fine e abbastanza larghe; possono essere appena sollevate e ricadono verso la testa. La parte anteriore è leggermente ricurva verso l'interno, mentre le estremità sono arrotondate. Gli occhi sono grandi, arrotondati, di color bruno o nocciola, e con la tipica espressione dolce del cane da caccia. Gli arti anteriori sono dritti, con buona ossatura potente, dotati di metacarpi corti e dritti. Quelli posteriori invece possiedono cosce e anche forti e muscolose, capaci di dare una buona propulsione, con le articolazioni delle ginocchia salde e ben discese e i garretti solidi, simmetrici e moderatamente a gomito. I piedi sono "da gatto", ben serrati e compatti, con dita arcuate, unghie forti e cuscinetti plantari duri e saldi. Le spalle sono oblique, muscolose e asciutte, né pesanti né sporgenti. La muscolatura in tutto il corpo è asciutta e molto ben sviluppata; l'andatura è sciolta. La coda è attaccata moderatamente in alto, ed è portata generalmente ricurva, ma non avanti al di sopra del dorso. Alla base vi è un ciuffo di peli molto leggero. La pelle è elastica e il pelo è folto e rozzo, tipico dei cani da caccia; può essere di qualunque colorazione.
Come già detto, le proporzioni corporee dell'american foxhound sono molto simili a quelle dell'english: l'altezza massima è per i maschi di 56-64 cm, e per le femmine di 53,5-61 cm; il peso per i primi è di 30-34 kg, e per le seconde di 26-30 kg.

## Carattere

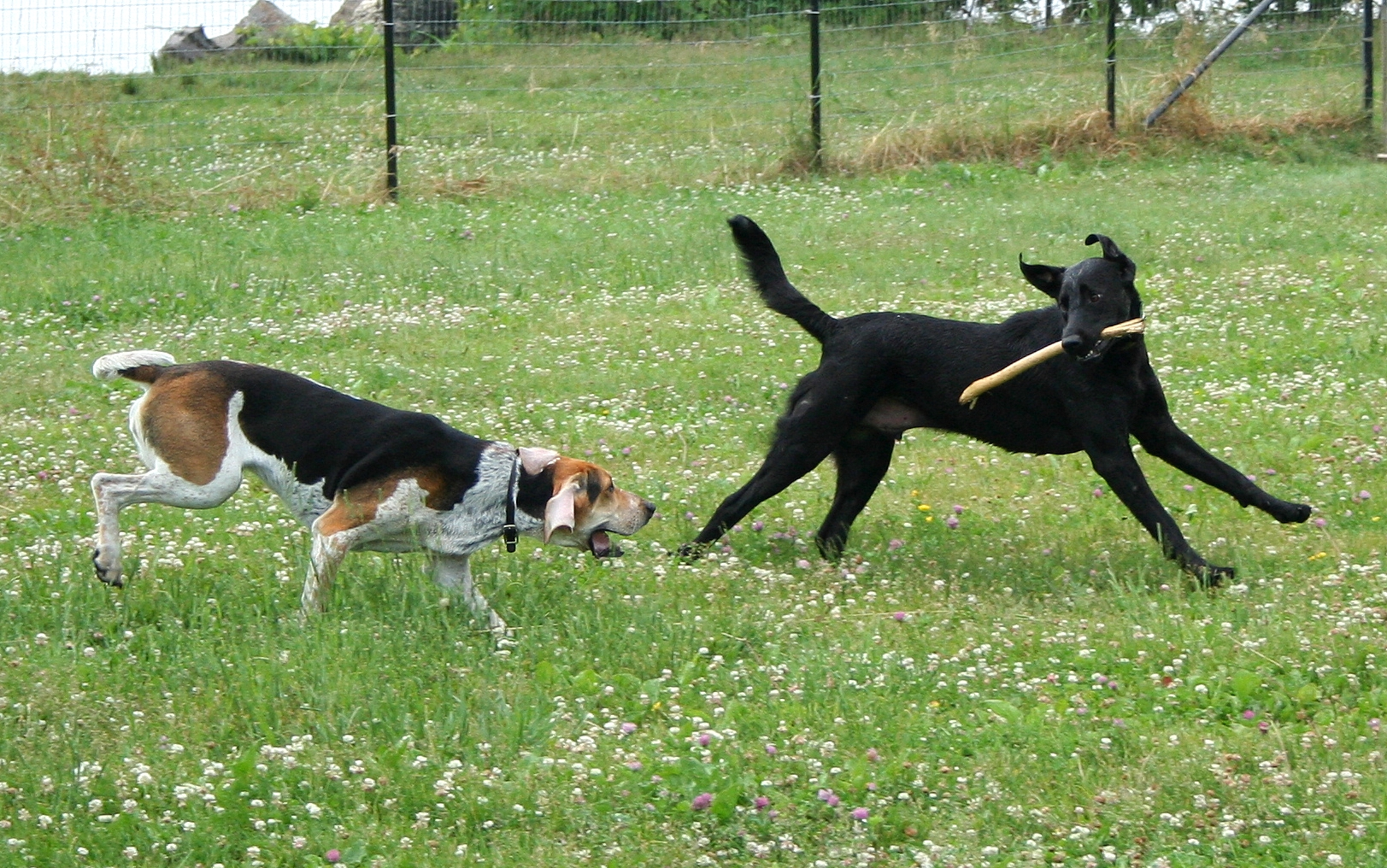
Un foxhound americano (l'esemplare a sinistra) e un labrador retriever giocano insieme con un bastone.

Il foxhound americano è un cane intelligente, che si affeziona al padrone e alla famiglia e ne rimane devoto. Tuttavia, come tutti i segugi, mantiene un carattere indipendente e autonomo; non conosce il servilismo, sebbene si presti più volentieri degli altri cani da seguita ad esercizi e comandi richiesti dal padrone. Non è un cane aggressivo, e sopporta bene i bambini, con i quali può diventare uno spassionato compagno di giochi.
Si adatta bene alla convivenza con altri cani, poiché è nato per cacciare in muta, e l'istinto del branco è in lui molto forte. Allo stesso tempo è però ben radicato anche l'istinto del cacciatore, cosa che rende invece estremamente complicata, se non impossibile, la convivenza tra un american foxhound e altri piccoli animali, quali gatti e conigli.
All'aperto, la sua attività preferita è vagare libero per spazi verdi e aperti, fiutando le tracce del selvatico e rincorrendo l'eventuale preda. Non desidera ardentemente, nell'attività esterna, il contatto e il gioco con il padrone, e questo rispecchia il suo passato di cacciatore, poiché nella caccia alla volpe il cane precede cavallo e cavaliere seguendo l'odore del piccolo canide. Che lo si voglia lasciare libero o tenere al guinzaglio, il foxhound americano necessita comunque di una grande quantità di moto, essendo dotato di un'energia e di una resistenza incommensurabili.
Non è un buon cane da guardia, poiché non riconosce nell'uomo, neanche nell'estraneo, una minaccia da segnalare e affrontare.

## Salute

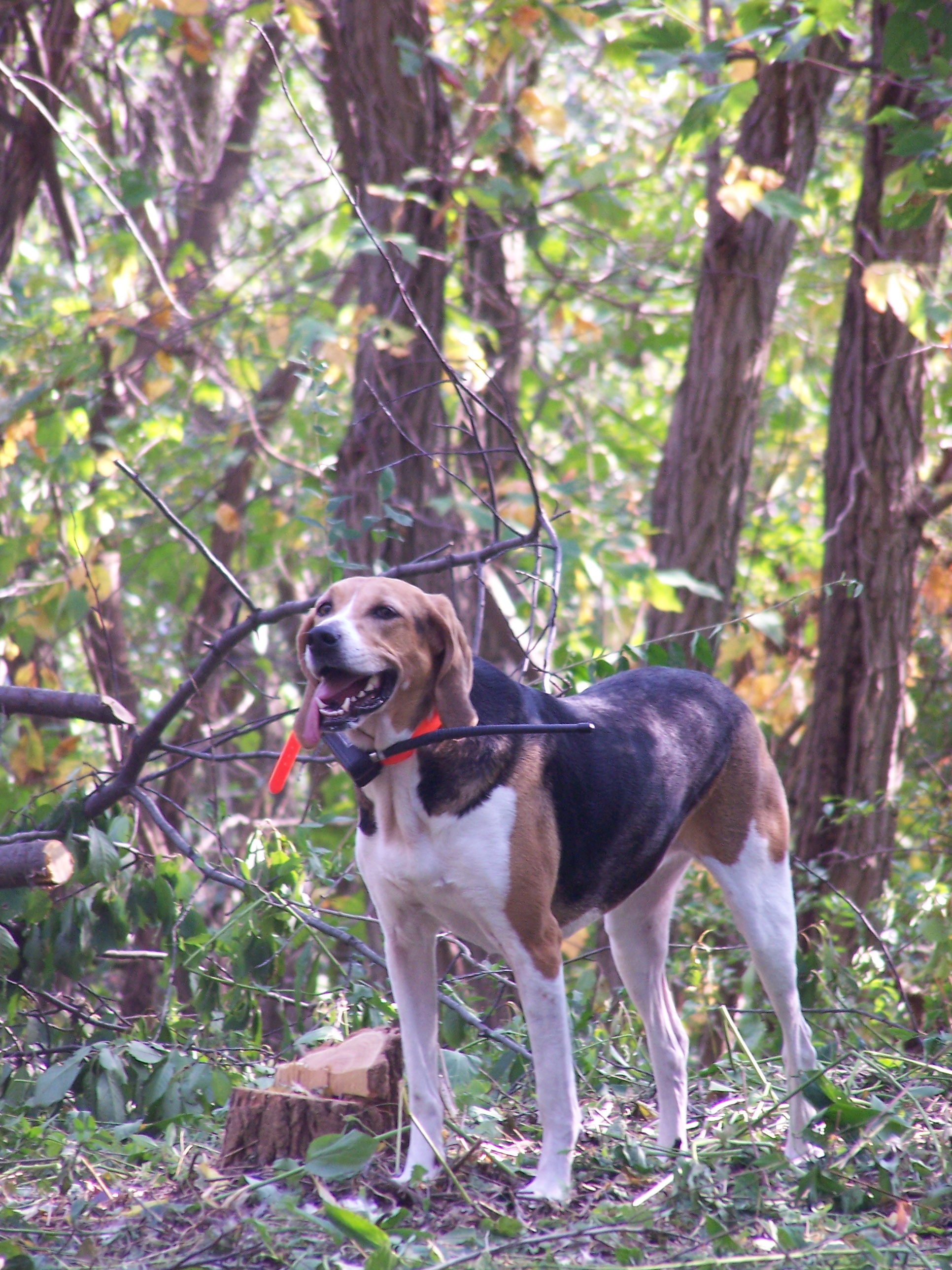
Un american foxhound nel bosco.

L'american foxhound è un cane generalmente sano, ma alcuni esemplari sono esposti geneticamente alla piastrinopenia, un'insufficienza di piastrine o trombotici nel sangue che comporta grandi emorragie anche per piccole lesioni, e alla displasia dell'anca. Al momento dell'acquisto del cucciolo, è importante, per questa come per qualsiasi altra razza, informarsi anticipatamente sullo stato di salute dei genitori. La vita media degli american foxhound si attesta intorno agli 11-13 anni.

## Popolarità

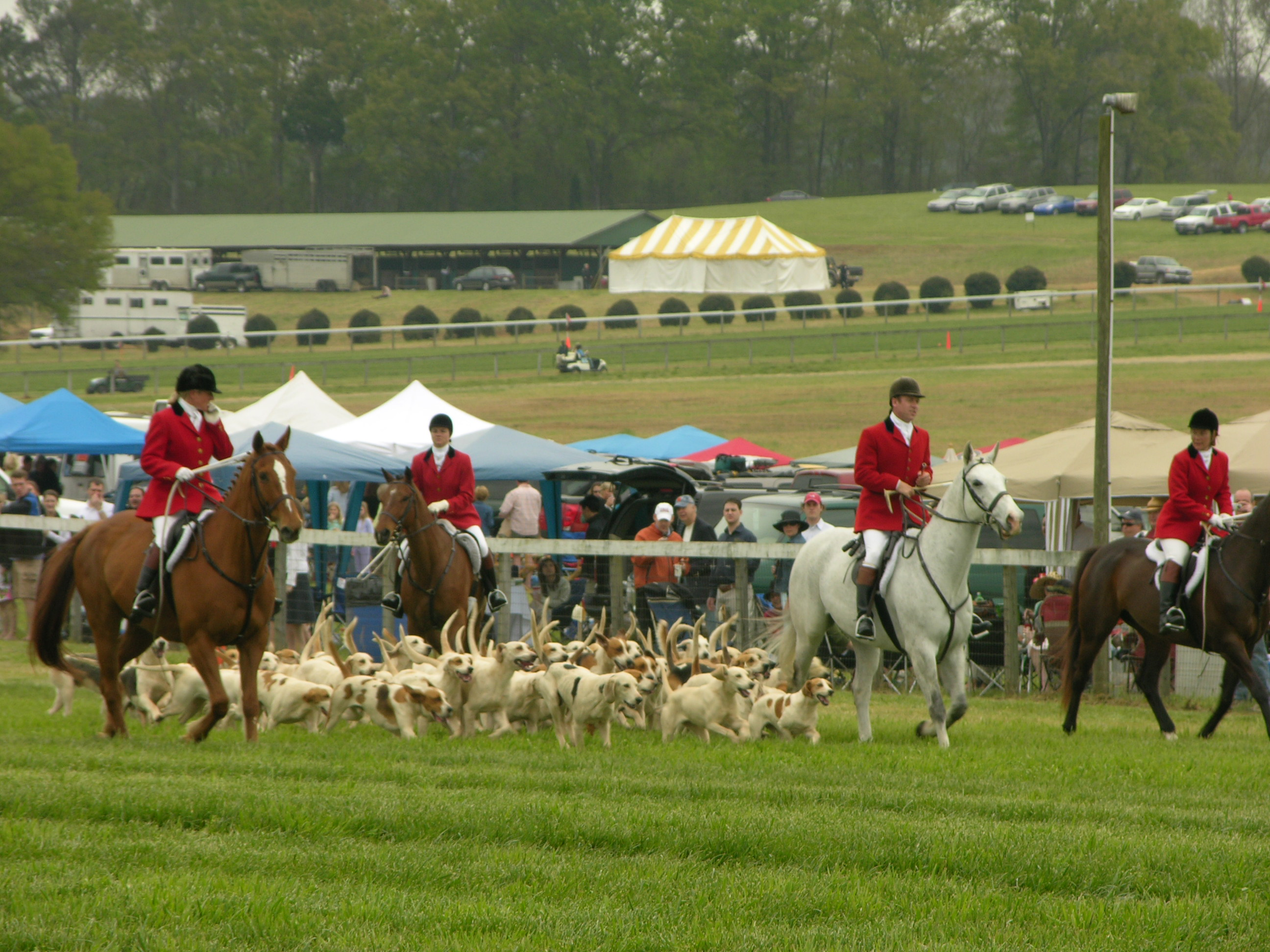
Una muta di foxhound americani in una battuta di caccia alla volpe (dove l'animale vero è sostituito con uno straccio impregnato del suo odore).

Se altrove nel mondo è ben poco conosciuto, negli Stati Uniti l'american foxhound è invece molto apprezzato e diffuso, potendo contare su una popolazione nazionale di 100.000 esemplari. Dal 1966, è la razza nazionale degli Stati Uniti e un foxhound americano è il simbolo animale dello stato della Virginia.